# Aonla
Aonla är en ort i Indien.   Den ligger i distriktet Bareilly och delstaten Uttar Pradesh, i den norra delen av landet, 190 km öster om huvudstaden New Delhi. Aonla ligger 175 meter över havet och antalet invånare är 50 011.
Terrängen runt Aonla är mycket platt, och sluttar österut. Runt Aonla är det tätbefolkat, med 790 invånare per kvadratkilometer. Aonla är det största samhället i trakten. Trakten runt Aonla består till största delen av jordbruksmark.